# Web Content Accessibility Guidelines
WCAG (Web Content Accessibility Guidelines) jsou jedny z celosvětově nejrespektovanějších pravidel pro tvorbu bezbariérového webu. Velká část pozdějších metodik na ně navazuje, popř. z nich vychází. Za jejich vytvořením stojí skupina WAI v rámci W3C. První verze (WCAG 1.0) vznikla roku 1999 a obsahuje 14 skupin doporučení, které se dále větví na jednotlivé body a každý nese podle priority označení 1 (autor HTML kódu musí použít), 2 (může použít) nebo 3 (nejlépe by měl použít). Pravidla jsou z dnešního pohledu mírně zastaralá, proto vznikla metodika WCAG 2.0.